# Жданов, Василий Александрович
Васи́лий Алекса́ндрович Жда́нов (1845 — 31 мая (13 июня) 1910) — российский контрабасист и музыкальный педагог. Профессор Санкт-Петербургской консерватории.

## Биография
Окончил Санкт-Петербургскую консерваторию по классу Джованни Ферреро, после смерти своего наставника в 1877 г. занял его место и преподавал до самой смерти. Автор учебника игры на контрабасе. Преподавал также церковное пение.
Жданов обратил внимание на пробел, существующий в оркестре между альтом и виолончелью, контрабасом и виолончелью. Этот пробел он предполагал пополнить виолончелью и контрабасом меньших размеров и таким образом превратить оркестровый струнный квинтет в септет. Подобные инструменты были построены, но проект Жданова не получил дальнейшего практического применения.
Похоронен на Новоспасском кладбище в Лигове под Санкт-Петербургом.